# Youxi
För andra betydelser, se Youxi (olika betydelser).
Youxi, tidigare romaniserat Yuki, är ett härad som ingår i staden Sanming på prefekturnivå i provinsen Fujian i sydöstra Kina.
Orten blev ett härad år 741, under Tangdynastin.  Orten är bland annat känd som den konfucianske filosofen Zhu Xis hemort.
Under Qingdynastin (1644-1912) lydde häradet under prefekturen Yanping.

## Administrativ indelning
Youxi är indelat i elva köpingar och fyra socknar.
Köpingar (zhen):

- Banmian (坂面镇)
- Chengguan (城关镇)
- Guanqian (管前镇)
- Lianhe (联合镇)
- Meixian (梅仙镇)
- Xibin (西滨镇)
- Xicheng (西城镇)
- Xinyang (新阳镇)
- Yangzhong (洋中镇)
- Youxikou (尤溪口镇)
- Zhongxian (中仙镇)

Socknar (xiang):

- Baziqiao (八字桥乡)
- Taixi (台溪乡)
- Tangchuan (汤川乡)
- Xiwei (溪尾乡)